# Midica
Midica (anciennement Midi Caoutchouc) est un grand magasin situé sur la place Esquirol à Toulouse, spécialisé dans la vente de détail de mobilier et objets de décoration. Fondé en 1946, le magasin est le plus ancien encore en activité à Toulouse et n'a pas changé de place depuis sa création,,.

## Histoire

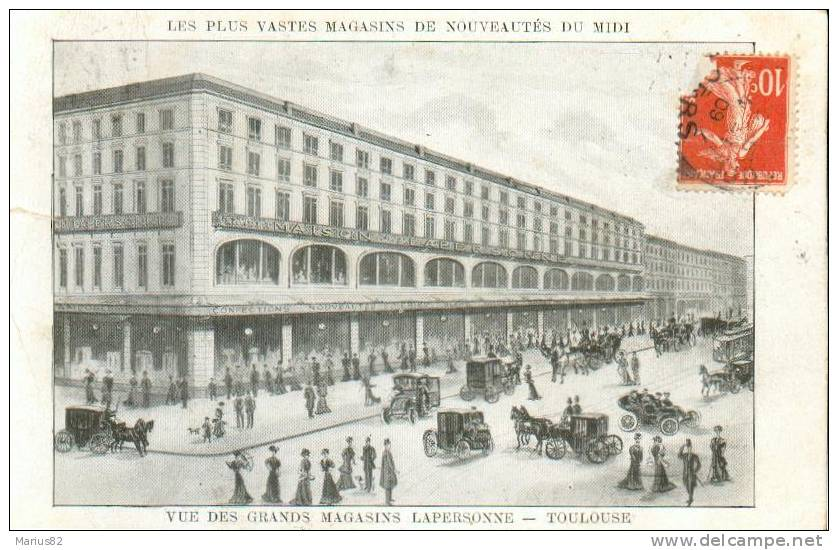
Les Grands Magasins Lapersonne, prédécesseurs de Midica.

Le magasin est créé, sous le nom Midi Caoutchouc, en 1946 par Marcel Garrigou. Il remplace alors les Grands Magasins Lapersonne, détruits dans un incendie en 1934, et vendait des objets en caoutchouc, puis également en plastique quelques années après.
Le magasin est renommé simplement « Midica » en 1956, et s'oriente vers la décoration d'intérieur.
Entre 1983 et 2006, une antenne du magasin, de 5 000 mètres carrés comme le magasin d'Esquirol, a existé dans le centre commercial de Labège,. Après sa fermeture, une implantation dans le centre commercial Val Tolosa, alors en projet, était envisagée,,. Aucune nouvelle antenne n'a depuis été envisagée.
En 2019, le magasin est entièrement réaménagé pour un coût de 4 millions d'euros,, et s'ouvre à la vente en ligne ; et un restaurant, Gigiland, est aménagé au dernier étage,,,. En 2020, le restaurant est étendu à la terrasse du toit,,,.
En 2023, le magasin est soupçonné de harcèlement envers certains de ses employés,. En novembre de cette même année, il est condamné pour travail dissimulé,,.

## Fréquentation
En 1998, le magasin attirait 3 500 clients par jour.